# Kościół św. Mikołaja w Mycielinie
Kościół św. Mikołaja w Mycielinie – rzymskokatolicki kościół parafialny w Mycielinie, w powiecie żagańskim, w województwie lubuskim. Do rejestru zabytków wpisany został 27 marca 1961 pod numerem 230.

## Historia
Kościół wzniesiono w ostatniej ćwierci XIII wieku. „W 1581 roku przebudowano go dzięki fundacji Hansa von Haugwitza. Świątynię rozbudowano o wieżę, która w 1881 roku w zwieńczeniu przebudowano według projektu A. Soliera. W XVII i XVIII stuleciu dobudowano kruchtę oraz mauzoleum”.

## Ołtarze
- Ołtarz główny to późnogotycki tryptyk z około 1520 roku z centralnie ustawionymi figurami Madonny z Dzieciątkiem oraz świętych Mikołaja i Małgorzaty.

- Ołtarz południowy to pentaptyk z około 1500 roku, z figurą św. Anny Samotrzeć, ustawionej w środkowej partii.

- Ołtarz północny z około 1520 roku jest także pentaptykiem z reliefowym przedstawieniem Ostatniej Wieczerzy[1].

Ołtarze zostały wykonane przez Mistrza Ołtarza z Gościszowic (Gościeszowic).